# ويد غانمان
ويد غانمان (بالإنجليزية: Wild Gunman)‏ (باليابانية: ワイルドガンマン) وتنطق ويلد غان مان، هي لعبة إلكترونية من نوع لعبة إطلاق النار، صدرت عام 1984م في اليابان، وبعد عام صدرت في الولايات المتحدة، وبرغم أن اللعبة الأصلية ظهرت للمرة الأولى عام 1976م فإن إعادة الإصدار ستكون بشكل حديث وأفضل في تاريخ نينتندو.

## طريقة اللعبة
يقوم بطل اللعبة في أجواء الغرب الأمريكي بتنبيه بمبارزة حياته مع خصومه من رعاة البقر وقطاع الطرق المكسيسكيون.

## وصلة خارجية
- Wild Gunman series at NinDB
- Wild Gunman Arcade Prop Replica at KLOV
- Front and Back side of the flyer of the original 1974 Wild Gunman movie game (from Arcade Flyer Archive) as well as two pictures #1 and #2 of this version (from an AOL member homepage).